# Bazar ourdou
Le Bazar ourdou (anglais : Urdu Bazaar) est un marché important de la ville fortifiée de Delhi, en Inde, entre Chandni Chowk et Jama Masjid. Le marché d'origine a été détruit à la suite de la rébellion indienne de 1857, mais son nom survit en tant qu'emplacement près du Jama Masjid.
Mirza Ghalib s'est plaint de la destruction de Delhi à la suite de l'échec de la rébellion de 1857 : «  Mon cher, quand le Bazar ourdou n'est plus, où est l'Ourdou ? Par Dieu, Delhi n'est plus une ville, mais un camp, un cantonnement. Pas de Fort, pas de ville, pas de bazars... ».
Aujourd'hui, les principaux marchés d'édition, d'impression et de vente de livres des villes pakistanaises telles que Lahore, Karachi, Rawalpindi prennent également le nom de Bazar ourdou,,
.